# Пэксан (премия, 2024)
60-я церемония вручения премии «Пэксан» (кор. 제60회 백상예술대상) — ежегодная церемония награждения, организованная JoongAng Group, прошла 7 мая 2024 года в COEX, Сеул. Ведущими церемонии стали Син Дон Ёп, Пэ Суджи и Пак Погом. Трансляция проходила в прямом эфире в Южной Корее на телеканалах JTBC, JTBC2 и JTBC4, а также на международном уровне на платформе Prizm.
Премия «Пэксан» — одно из самых престижных и значимых событий в Южной Корее, отмечающее выдающиеся достижения в области кинематографа, телевидения и театра. Номинанты выбираются на основе строгого отбора, который проводят 60 профессиональных экспертов, включая судей и представителей киноиндустрии, телевидения и театра, прошедших тщательный отбор.
Номинанты были объявлены 8 апреля 2024 года на официальном сайте премии. Для участия в номинации были допущены все работы, вышедшие в прокат с 1 апреля 2023 года по 31 марта 2024 года.

## Список лауреатов и номинантов
Лауреаты выделены жирным шрифтом и знаком «★», а номинанты курсивом. Список номинантов представлен на официальном сайте.

### Кинематограф
| Фотография | Гран-при | Фотография | Лучший фильм |
| ---------- | --- | ---------- | --- |
|            | ★ Ким Сон Су (режиссёр) — «Сеульская весна» |            | ★ Сеульская весна - В паутине - Битва в проливе Норян - Выжившие. Бетонная утопия - Проклятие «Зов могилы» |
| Фотография | Лучший режиссёр | Фотография | Лучший режиссёр-новичок |
|            | ★ Чан Джэхён — «Проклятие «Зов могилы»» - Ким Сон Су — «Сеульская весна» - Ким Ханмин — «Битва в проливе Норян» - Рю Сын Ван — «Контрабандистки» - Ом Тхэхва — «Выжившие. Бетонная утопия» |            | ★ Ли Чон Хон — «Дикий постоялец» - Ким Чан Хон — «Безнадёга» - Пак Ён Джу — «Гражданка Док Хи» - Джейсон Ю — «Спи» - Чо Хёнчхоль — «Песни во сне» |
| Фотография | Лучший актёр | Фотография | Лучшая актриса |
|            | ★ Хван Чон Мин — «Сеульская весна» (за роль Чон Ду Гвана) - Ким Юн Сок — «Битва в проливе Норян» (за роль Ли Сунсина) - Ли Бёнхон — «Выжившие. Бетонная утопия» (за роль Ёнтака) - Чон Усон — «Сеульская весна» (за роль Ли Тэ Сина) - Чхве Мин Сик — «Проклятие „Зов могилы“» (за роль Ким Сандока) |            | ★ Ким Гоын — «Проклятие „Зов могилы“» (за роль Хварим) - Ра Ми Ран — «Гражданка Док Хи» (за роль Ким Док Хи) - Ём Чон А — «Контрабандистки» (за роль Ом Джинсук) - Ли Хани — «Убийственный роман» (за роль Хван Ё Рэ) - Чон Юми — «Спи» (за роль Суджин)                    |
| Фотография | Лучший актёр второго плана | Фотография | Лучшая актриса второго плана |
|            | ★ Ким Джон Су — «Контрабандистки» (за роль Ли Чжан Чун) - Пак Гын Хён — «Пикник» (за роль Чжон Тхэ Хо) - Пак Чон Мин — «Контрабандистки» (за роль Чан До Ри) - Сон Джунги — «Безнадёга» (за роль Чигёна) - Ю Хэ Джин — «Проклятие „Зов могилы“» (за роль Ёнгына)                                     |            | ★ Ли Сан Хи — «Меня зовут Ло Киван» (за роль Сонджу) - Ким Сон Ён — «Выжившие. Бетонная утопия» (за роль Гым Э) - Ём Чон А — «Пришельцы: Назад в будущее» (за роль Хынсоль) - Ём Хёран — «Гражданка Док Хи» (за роль Бонрим) - Кристал Чон — «В паутине» (за роль Хан Юрим) |
| Фотография | Лучшая дебютная мужская роль | Фотография | Лучшая дебютная женская роль |
|            | ★ Ли До Хён — «Проклятие „Зов могилы“» (за роль Бонгиля) - Ким Сонхо — «Наследник» (за роль Дворянина) - Ким Ён Сон — «Глубокий сон» (за роль Киёна) - Чу Джонхёк — «Железная маска» (за роль Ким Чжэ У) - Хон Са Бин — «Безнадёга» (за роль Ёнгю)                                                   |            | ★ Ким Хёнсо — «Безнадёга» (за роль Хаян) - Ко Минси — «Контрабандистки» (за роль Го Ок Бан) - Мун Сын А -— «Холм тайн» (за роль Мён Ын) - О У Ри — «Да здравствует Ад» (за роль Нами) - Лим Сону — «Миссис Апокалипсис» (за роль Юджин)                                     |
| Фотография | Лучший сценарий | Фотография | Технические достижения |
|            | ★ Джейсон Ю — «Спи» - Пак Чон Е — «Убийственный роман» - Ли Чжи Ын — «Холм тайн» - Чан Джэхён — «Проклятие „Зов могилы“» - Хон Ин Пе, Хон Вон Чан, Ли Ен Чжон, Ким Сон Су — «Сеульская весна» |            | ★ Ким Бен Ин (звук) — «Проклятие „Зов могилы“» - Ли Мо Ге (оператор) — «Сеульская весна» - Чжон И Чжин (художник-постановщик) — «В паутине» - Джин Чжон Хен (визуальные эффекты) — «Луна» - Хван Хо Ген (грим) — «Сеульская весна»                                          |

#### Фильмы с наибольшим количеством побед
| Количество | Фильм                  |
| ---------- | ---------------------- |
| 4          | Проклятие «Зов могилы» |
| 3          | Сеульская весна        |

#### Фильмы с наибольшим количеством номинаций
| Количество | Фильм                     |
| ---------- | ------------------------- |
| 8          | Проклятие «Зов могилы»    |
| 7          | Сеульская весна           |
| 5          | Контрабандистки           |
| 4          | Гражданка Док Хи          |
| 4          | Выжившие. Бетонная утопия |
| 4          | Безнадёга                 |
| 3          | В паутине                 |
| 3          | Битва в проливе Норян     |
| 3          | Спи                       |
| 3          | Холм секретов             |
| 2          | Убийственный роман        |
| 2          | Миссис Апокалипсис        |
| 2          | Песни во сне              |

### Телевидение
| Фотография | Фотография | Гран-при                                                                                               | Гран-при |
| ---------- | --- | --- | --- |
|            | | ★ «Перемещение» • Disney+ - Ким Дон Сик, Им Ван Хо (операторская работа) — «Киты и я» • SBS - Ю Джэсок | |
| Фотография | Лучший сериал | Фотография                                                                                             | Лучший режиссёр |
|            | ★ Влюблённые • MBC - Плохая мать • JTBC - Перемещение • Disney+ - Демон • SBS - Дневная доза солнечного света • Netflix | | ★ Хан Дон Ук — «Худшее из зол» - Пак Индже — «Перемещение» - Ли Мёну — «Пацанство» - Ли Чан Хи — «Парадокс убийцы» - Чон Чжи Хен — «Ложь, спрятанная у меня в саду» |
| Фотография | Лучшая развлекательная программа | Фотография                                                                                             | Лучшая обучающая программа |
|            | ★ Вокруг света 2 • MBC - Я соло • SBS Plus, ENA - Сообщество • Wavve - Clean Sweep • JTBC - Pinggyego • DdeunDdeun | | ★ Japanese Person Ozawa • KBS1 TV - Киты и я • SBS - Демографическое планирование – Сверхнизкий уровень рождаемости • EBS1 TV - There Is No Sustainable Earth • KBS1 TV - 1980, Lochon and Chauvel • KBS1 TV                                                                                           |
| Фотография | Лучший актёр | Фотография                                                                                             | Лучшая актриса |
|            | ★ Нам Гун Мин — «Влюблённые» (за роль Ли Чан Хёна) - Ким Сухён — «Королева слёз» (за роль Бэк Хёну) - Рю Сыннён — «Перемещение» (за роль Чан Чувона) - Ю Ён Сок — «Чертовски счастливый день» (за роль Гым Хёксу) - Лим Сиван — «Пацанство» (за роль Чан Бёнтхэ)                          | | ★ Ли Хани — «Цветок, что распускается по ночам» (за роль Чо Ёхва) - Ра Ми Ран — «Плохая мать» (за роль Чин Ёнсун) - Ан Ын Джин — «Влюблённые» (за роль Ю Гиль Чэ) - Ом Джонхва — «Доктор Чха» (за роль Ча Чон Сук) - Лим Джиён — «Ложь, спрятанная у меня в саду» (за роль Чу Сан Ын)                  |
| Фотография | Лучший актёр второго плана | Фотография                                                                                             | Лучшая актриса второго плана |
|            | ★ Ан Джэхон — «Девушка в маске» (за роль Чу Онама) - Рю Кён Су — «Фамильное кладбище» (за роль Ким Ёнхо) - Ли И Гён — «Выходи замуж за моего супруга!» (за роль Пак Мин Хвана) - Ли Хи Джун — «Парадокс убийцы» (за роль Сон Чона) - Чи Сын Хён — «Корё-киданьская война» (за роль Ян Гю) | | ★ Ём Хёран — «Девушка в маске» (за роль Ким Кёнджа) - Кан Мальгым — «Плохая мать» (за роль Чон Гымджа) - Син Дон Ми — «Добро пожаловать в Самдалли» (за роль Чо Джин Даль) - Ли Чжон Ым — «Чертовски счастливый день» (за роль Хван Сунгю) - Чу Мин Гён — «За твоим прикосновением» (за роль Пэ Ок Хи) |
| Фотография | Лучшая дебютная мужская роль | Фотография                                                                                             | Лучшая дебютная женская роль |
|            | ★ Ли Чон Ха — «Перемещение» (за роль Ким Бонсока) - Ким Ёхан — «Парадокс убийцы» (за роль Ро Бина) - Ли Сиу — «Пацанство» (за роль Чон Гён Тхэ) - Ли Шин Ки — «Худшее из зол» (за роль Со Чжон Рёля) - Ли Чон Вон — «Цветок, что распускается по ночам» (за роль Пак Сухо)                | | ★ Чон Ю На — «День похищения» (за роль Чхве Ро Хи) - Ко Юнджон — «Перемещение» (за роль Чан Хи Су) - Ким Хёнсо — «Худшее из зол» (за роль Ли Хэ Рён) - Ли И Дам — «Дневная доза солнечного света» (за роль Ми Дэль Рэ) - Ли Хан Бёль — «Девушка в маске» (за роль Ким Моми)                            |
| Фотография | Лучший эстрадный артист | Фотография                                                                                             | Лучшая эстрадная артистка |
|            | ★ На Ён Сок - Kian84 - Ю Джэсок - Calm Down Man - Тхак Джэхун | | ★ Хон Чжин Кён - Ким Сук - Ан Юджин - Ли Суджи - Чан Доён |
| Фотография | Лучший сценарий | Фотография                                                                                             | Технические достижения |
|            | ★ Кан Фулл — «Перемещение» - Ким Ын Хи — «Демон» - Пэ Се ен — «Плохая мать» - Ли Нам Гю, О Бо Хен, Ким Да Хи — «Дневная доза солнечного света» - Лим Дэ Хён, Чон Го Ун — «Долгое время без секса»                                                                                         | | ★ Ким Дон Сик, Им Ван Хо (операторская работа) – «Киты и я» - Ян Хо Сам, Пак Чжи Вон (художники-постановщики) — «Демон» - Ли Сок Гын (дизайн костюмов) — «Корё-киданьская война» - Ли Сон Гю (визуальные эффекты) – «Перемещение» - Ха Джи Хи (художественный руководитель) — «Свахи»                  |

#### Телевизионные программы с наибольшим количеством побед
| Количество | Программа       |
| ---------- | --------------- |
| 3          | Перемещение     |
| 2          | Девушка в маске |
| 2          | Влюблённые      |

#### Телевизионные программы с наибольшим количеством номинаций
| Количество | Программа                         |
| ---------- | --------------------------------- |
| 7          | Перемещение                       |
| 4          | Плохая мать                       |
| 3          | Парадокс убийцы                   |
| 3          | Пацанство                         |
| 3          | Дневная доза солнечного света     |
| 3          | Девушка в маске                   |
| 3          | Влюблённые                        |
| 3          | Демон                             |
| 3          | Худшее из зол                     |
| 2          | Чертовски счастливый день         |
| 2          | Цветок, что распускается по ночам |
| 2          | Корё-киданьская война             |
| 2          | Ложь, спрятанная у меня в саду    |
| 2          | Киты и я                          |

### Театр
| Лучшая постановка | Лучшая постановка |
| --- | --- |
| ★ Miin (театр) – To My Son (Subtitle: Miok Alice Hyeon) - Park Company (продакшен) – Waiting for Godot - Ким Пун Нюн (режиссер) – The Art of Fighting - Sansuyu (театр) – Forest - Cheongnyeondan (продакшен) – Cost of Living                                  | |
| Лучшая актёрская игра | Лучший новичок |
| ★ Кан Хэ Чжин (актриса) – To My Son (Subtitle: Miok Alice Hyeon) - Ким Ен Чжун (актер) – Cost of Living - Ким Ын Сок (актер) – A New Movement in an Old Tradition – Blind - Ли Ми Сук (актриса) – The Art of Fighting - Ли Чжи Хе (актриса) – Can I Forgive Her | ★ Ли Чхоль Хи (режиссер) – A New Movement in an Old Tradition – Blind - Shinsegae (театр) – Real Estate of Superman - Син Джин Хо (режиссер) – When Disaster Occurs on the Moon - Yangson (театр) – Blue Bird - Ли Дэ Ун (режиссер) – The Two Gentlemen of Verona |

### Специальные премии
| Самый популярный актёр | Самая популярная актриса | Премия за оказанное влияние |
| ---------------------- | ------------------------ | --------------------------- |
| ★ Ким Сухён            | ★ Ан Юджин               | ★ Песни во сне              |